# Artem Borodulin
Artem Igorevich Borodulin (em russo:  Артём Игоревич Бородулин; Perm, RSFS da Rússia, 9 de março de 1989) é um ex-patinador artístico russo. Seu irmão mais novo Sergei Borodulin também é patinador artístico. Compete desde 2005 no circuito Júnior de competições de Patinação Artistica da ISU (International Skating Union).Em 2006 mudou de sua cidade-natal para Moscou para treinar no CSKA de Moscou com a ex-patinadora russa Elena Buianova.
Em 2008 ficou com medalha de prata no ISU Mundial Junior de Patinação Artística. Em Novembro de 2007 Borodulin quebrou o tornozelo ao treinar um salto e retornou aos treinos em Janeiro de 2008. Cursa Educação Física na Universidade Estatal de Moscou.

## Principais resultados
| Resultados | Resultados    | Resultados    | Resultados       | Resultados        | Resultados       | Resultados        | Resultados    | Resultados    | Resultados    | Resultados    | Resultados    | Resultados    |
| Internacional                                                                                                   | Internacional | Internacional | Internacional    | Internacional     | Internacional    | Internacional     | Internacional | Internacional | Internacional | Internacional | Internacional | Internacional |
| Evento/Temporada                                                                                                | 2004– 2005    | 2005– 2006    | 2006– 2007       | 2007– 2008        | 2008– 2009       | 2009– 2010        |               | 2011– 2012    | 2012– 2013    |               |               |               |
| --- | ------------- | ------------- | ---------------- | ----------------- | ---------------- | ----------------- | ------------- | ------------- | ------------- | ------------- | ------------- | ------------- |
| Jogos Olímpicos                                                                                                 |               |               |                  |                   |                  | 13.º              |               |               |               |               |               |               |
| Campeonato Mundial                                                                                              |               |               |                  |                   |                  | WD                |               |               |               |               |               |               |
| Campeonato Europeu                                                                                              |               |               |                  |                   | 13.º             |                   |               |               |               |               |               |               |
| GP Cup of China                                                                                                 |               |               |                  |                   | 4.º              |                   |               |               |               |               |               |               |
| GP Cup of Russia                                                                                                |               |               |                  |                   | 9.º              | Medalha de bronze |               |               |               |               |               |               |
| GP NHK Trophy                                                                                                   |               |               |                  |                   |                  | 8.º               |               |               |               |               |               |               |
| Finlandia Trophy                                                                                                |               |               |                  |                   |                  |                   | 10.º          |               |               |               |               |               |
| Golden Spin of Zagreb                                                                                           |               |               |                  |                   |                  | Medalha de prata  | 4.º           |               |               |               |               |               |
| Ondrej Nepela Memorial                                                                                          |               |               |                  |                   |                  |                   |               | 5.º           |               |               |               |               |
| Universíada |               |               |                  |                   | Medalha de prata |                   |               |               |               |               |               |               |
| Internacional – Júnior                                                                                          |               |               |                  |                   |                  |                   |               |               |               |               |               |               |
| Campeonato Mundial Júnior                                                                                       |               |               | 7.º              | Medalha de prata  |                  |                   |               |               |               |               |               |               |
| JGP Grand Prix Júnior Final                                                                                     |               |               | 7.º              | WD                |                  |                   |               |               |               |               |               |               |
| JGP JGP Andorra                                                                                                 |               | 5.º           |                  |                   |                  |                   |               |               |               |               |               |               |
| JGP JGP Áustria                                                                                                 |               |               |                  | Medalha de bronze |                  |                   |               |               |               |               |               |               |
| JGP JGP Bulgária                                                                                                |               | 4.º           |                  | Medalha de ouro   |                  |                   |               |               |               |               |               |               |
| JGP JGP Países Baixos                                                                                           |               |               | Medalha de prata |                   |                  |                   |               |               |               |               |               |               |
| JGP JGP Romênia                                                                                                 |               |               | Medalha de prata |                   |                  |                   |               |               |               |               |               |               |
| Nacional |               |               |                  |                   |                  |                   |               |               |               |               |               |               |
| Campeonato Russo                                                                                                | 15.º          | 14.º          | 8.º              |                   | Medalha de prata | Medalha de bronze |               | 11.º          |               |               |               |               |
| Camp. Russo – Júnior                                                                                            | 7.º           | 7.º           | Medalha de prata |                   |                  |                   |               |               |               |               |               |               |
| |               |               |                  |                   |                  |                   |               |               |               |               |               |               |
| Legenda: GP = Grand Prix; JGP = Grand Prix Júnior; WD = Abandonou; Competição não foi disputada nesta temporada |               |               |                  |                   |                  |                   |               |               |               |               |               |               |